# Liste der höchsten Gebäude in Moskau
Der Artikel Liste der höchsten Gebäude in Moskau umfasst Listen von Wolkenkratzern in Moskau.

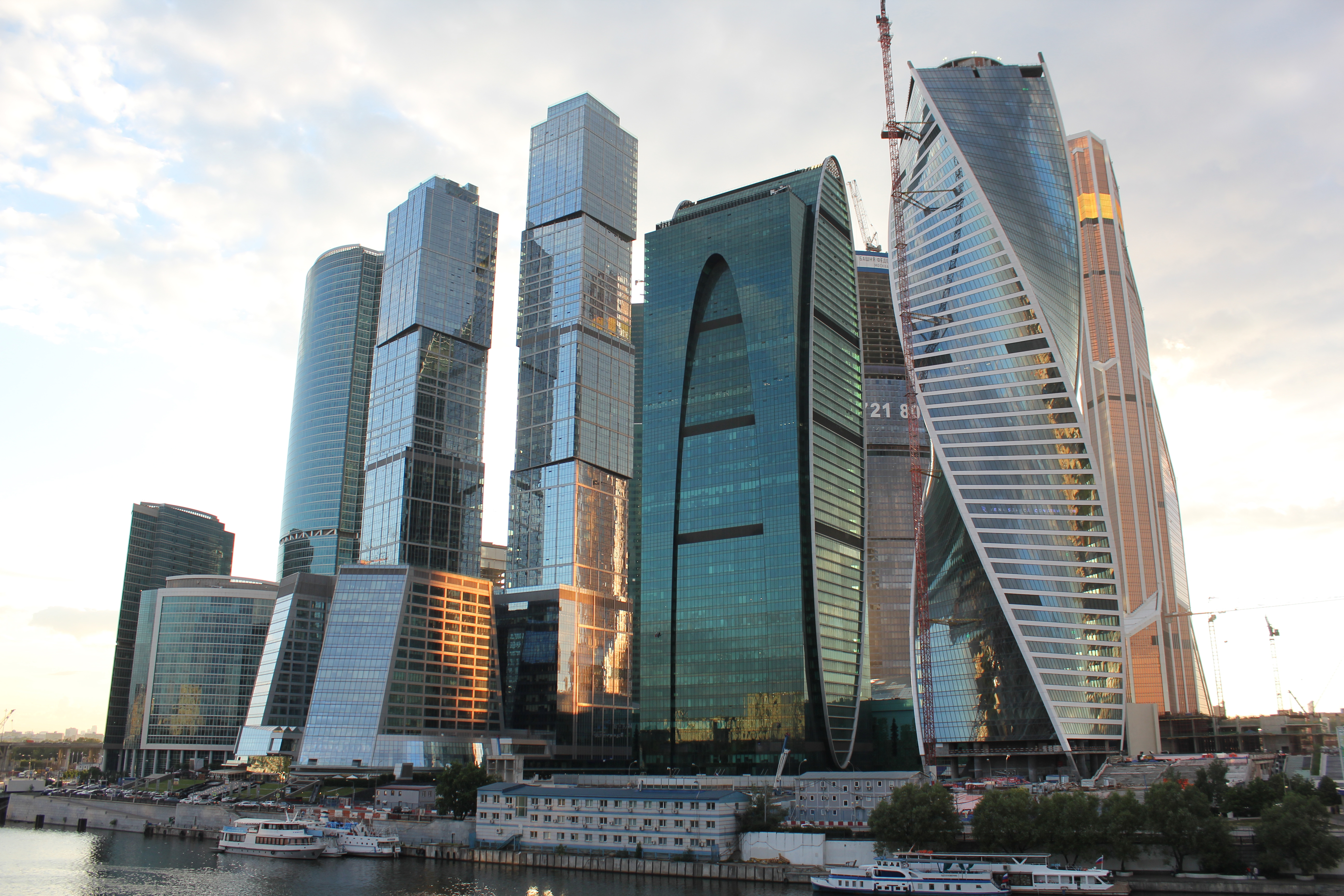
Geschäftszentrum Moskau City (2014)

## Geschichte
Seit der Fertigstellung des Triumph-Palace im Jahr 2004, kommen alle Wolkenkratzer mit dem Titel höchster Wolkenkratzer Europas ihrer Zeit, mit Ausnahme des The Shard, aus Moskau. Nach der Fertigstellung des Lachta-Zentrum in Sankt Petersburg 2018, ist der Titel wieder in einer anderen Stadt.

## Liste der höchsten Wolkenkratzer in Moskau

### Nach offizieller Höhe
Diese Liste zeigt die höchsten Gebäude in Moskau. Aufgelistet sind nur fertiggestellte Gebäude. Es gilt die offizielle Höhe für die Rangliste, also die Höhe der Gebäudestruktur inklusive der Höhe von Turmspitzen, jedoch keine Antennen.
| Bild | Nr. | Name                                         | Höhe    | Nutzung                | Etagen | Eröffnung | Bemerkungen |
| ---- | --- | -------------------------------------------- | ------- | ---------------------- | ------ | --------- | --- |
|      | 1   | Federation Tower                             | 373,1 m | Hotel, Büro            | 95     | 2017      | War für kurze Zeit das höchste Gebäude Europas, nach der Fertigstellung des Lachta-Zentrum in St. Petersburg ist es nur noch der höchste Wolkenkratzer Moskaus. |
|      | 2   | Oko Tower 1                                  | 354 m   | Wohnungen, Hotel       | 91     | 2015      | 2015 bis 2017 höchstes Gebäude Europas |
|      | 3   | Neva Tower 2                                 | 345 m   | Wohnungen              | 79     | 2020      | |
|      | 4   | Mercury City Tower                           | 339 m   | Büro, Hotel, Wohnungen | 75     | 2012      | 2012 bis 2015 höchstes Gebäude Europas |
|      | 5   | Eurasia                                      | 308,9 m | Büro, Hotel, Wohnungen | 72     | 2015      | Ursprünglich geplante Fertigstellung 2013 |
|      | 6   | Gorod Stoliz 1                               | 302 m   | Wohnungen              | 76     | 2010      | 2010 bis 2012 höchstes Gebäude Europas |
|      | 7   | Neva Tower 1                                 | 297 m   | Büro, Wohnungen        | 65     | 2020      | |
|      | 8   | Moscow Tower                                 | 283,4 m | Büro, Wohnungen        | 62     | 2024      | |
|      | 9   | Nabereschnaja-Turm Block C                   | 268,4 m | Büro                   | 59     | 2007      | 2007 bis 2010 höchstes Gebäude Europas |
|      | 10  | Triumph-Palace                               | 264,1 m | Wohnungen              | 54     | 2007      | „Zuckerbäckerstil“ ähnlich der Sieben Schwestern |
|      | 11  | Gorod Stoliz 2                               | 257 m   | Wohnungen              | 65     | 2010      | |
|      | 12  | Evolution Tower                              | 255 m   | Büro                   | 54     | 2014      | |
|      | 13  | Imperia Tower                                | 239 m   | Büro, Hotel, Wohnen    | 60     | 2011      | |
|      | 14  | Hauptgebäude der Lomonossow-Universität      | 235 m   | Universität            | 36     | 1953      | Höchstes Gebäude der „Sieben Schwestern“ |
|      | 15  | OKO Tower 2                                  | 224,4 m | Büro                   | 46     | 2015      | |
|      | 16  | MosFilm Tower                                | 213 m   | Büro, Wohnungen        | 54     | 2011      | |
|      | 17  | Mirax Tower Plaza A                          | 192,6 m |                        | 47     | 2018      | |
|      | 18  | Tricolor Tower A                             | 192 m   | Wohnungen              | 58     | 2014      | |
|      | 18  | Tricolor Tower B                             | 192 m   | Wohnungen              | 58     | 2014      | |
|      | 20  | Continental                                  | 191,1 m | Wohnungen, Büro        | 48     | 2011      | |
|      | 21  | Sparrow-Hills Towers                         | 178 m   | Wohnungen              | 49     | 2004      | |
|      | 22  | Wohnhaus an der Kotelnitscheskaja-Uferstraße | 176 m   | Wohnungen              | 32     | 1952      | Teil der „Sieben Schwestern“ |
|      | 23  | Scarlet Sails Block IV                       | 175,6 m | Büro                   | 43     | 2008      | |
|      | 24  | Nordstar Tower                               | 171,6 m | Büro                   | 42     | 2009      | |
|      | 25  | Mirax Tower Plaza B                          | 167,6 m |                        | 41     | 2015      | |
|      | 26  | IQ-Quartier Tower 2                          | 167 m   | Büro                   | 39     | 2016      | |
|      | 27  | WellHouse na Leninskom                       | 162,2 m | Wohnungen, Büro        | 46     | 2010      | |
|      | 28  | Edelweiss                                    | 157 m   | Wohnungen, Büro        | 43     | 2003      | |
|      | 29  | Nordpark A                                   | 156 m   | Wohnungen              | 40     | 2010      | |
|      | 30  | Avenue 77 Block 1                            | 155 m   | Wohnungen              | 43     | 2009      | |
|      | 31  | Avenue 77 Block 2                            | 155 m   | Wohnungen              | 43     | 2009      | |
|      | 31  | Avenue 77 Block 3                            | 155 m   | Wohnungen              | 43     | 2009      | |
|      | 33  | Zagorye                                      | 152,7 m | Wohnungen              | 46     | 2013      | |
|      | 34  | Gazprom-Gebäude                              | 150,9 m | Büro                   | 35     | 1995      | |

### Weitere Hochhäuser
| Bild | Name                          | Höhe    | Nutzung          | Etagen | Eröffnung | Bemerkungen                                                        |
| ---- | ----------------------------- | ------- | ---------------- | ------ | --------- | ------------------------------------------------------------------ |
|      | Wohnhaus in Sokol niki        | 146,9 m | Wohnungen, Büro  | 43     | 2008      |                                                                    |
|      | Hotel Ukraine                 | 143,8 m | Hotel, Wohnungen | 34     | 1957      | Höhe einschließlich Antenne 198 m, Gebäude der „Sieben Schwestern“ |
|      | Swissôtel Krasnye Holmy       | 142 m   | Hotel            | 35     | 2005      |                                                                    |
|      | Central House of Tourists     | 138,4 m | Hotel            | 33     | 1980      |                                                                    |
|      | Villange                      | 138,1 m | Wohnungen        | 40     | 2009      |                                                                    |
|      | Haus bei Begowaja Turm 1      | 135,6 m | Wohnungen        | 41     | 2008      |                                                                    |
|      | Haus bei Begowaja Turm 2      | 135,6 m | Wohnungen        | 41     | 2008      |                                                                    |
|      | Monte Falcone                 | 135,3 m | Büros            | 36     | 2008      |                                                                    |
|      | Gebäude des Außenministeriums | 135 m   | Büro             | 27     | 1953      | Hauptsitz des russischen Außenministeriums                         |
|      | Rubljowka-Lights              | 132 m   | Wohnungen        | 40     | 2013      |                                                                    |
|      | One Yatarny Gorod             | 130,1 m | Wohnungen        | 39     | 2008      |                                                                    |
|      | Olympia Tower 2               | 128,9 m | Wohnungen        | 35     | 2004      |                                                                    |
|      | World Trade Center 3          | 128 m   | Büro             | 30     | 2009      |                                                                    |
|      | Nabereschnaja-Turm Block B    | 127 m   | Büro             | 27     | 2005      |                                                                    |
|      | Tricolor Tower C              | 124,1 m | Wohnungen        | 36     | 2014      |                                                                    |
|      | Naberezhnaja Tower B          | 123,4 m | Büro             | 27     | 2005      |                                                                    |
|      | Airbus Gebäude 2              | 123,1 m | Wohnungen        | 35     | 2008      |                                                                    |
|      | Airbus Gebäude 2              | 123,1 m | Wohnungen        | 35     | 2006      |                                                                    |
|      | Oruzheyny                     | 123,1 m | Wohnungen, Büro  | 27     | 2014      |                                                                    |
|      | VDNKh Tower                   | 122,8 m | Wohnungen        | 35     | 2007      |                                                                    |
|      | Wissenschaftsakademie         | 120,1 m | Universität      | 29     | 1989      | umgangssprachlich „goldenes Hirn“                                  |
|      | Gazoil City 1                 | 120,1 m | Wohnungen        | 33     | 2012      |                                                                    |
|      | Vernadskogo Avenue, 41        | 118,6 m | Wohnungen, Büro  | 32     | 2008      |                                                                    |
|      | Teplichniy Pereulok 4-8       | 116,1 m | Wohnungen        | 31     |           |                                                                    |
|      | Vernadskogo Avenue 12 Block 2 | 114,9 m | Büro             | 26     | 1999      |                                                                    |
|      | Vernadskogo Avenue 12 Block 1 | 114,9 m | Büro             | 26     | 1985      |                                                                    |
|      | Vernadskogo Avenue 12 Block 3 | 114,9 m | Büro             | 26     |           |                                                                    |
|      | Wohnhaus am Kudrinskaja-Platz | 113 m   | Wohnungen        | 24     | 1954      |                                                                    |
|      | Hotel Leningradskaja          | 106,1 m | Hotel            | 26     | 1953      | Teil der „Sieben Schwestern“                                       |
|      | Weißes Haus                   | 102,1 m | Büros            | 20     | 1981      |                                                                    |

### Höchste Gebäude ihrer Zeit
Diese Liste zeigt die höchsten Hochhäuser Moskaus ihrer Zeit.
| Von  | Bis  | Name                                         | Höhe    | Etagen | Eröffnung |
| ---- | ---- | -------------------------------------------- | ------- | ------ | --------- |
| 2017 |      | Federizija Wostok                            | 373,1 m | 95     | 2016      |
| 2015 | 2017 | Oko Tower 1                                  | 353 m   | 91     | 2015      |
| 2013 | 2015 | Mercury City Tower                           | 339 m   | 75     | 2012      |
| 2010 | 2013 | Gorod Stoliz 1                               | 302 m   | 76     | 2010      |
| 2007 | 2010 | Nabreschnaja-Turm                            | 268,4 m | 59     | 2007      |
| 2004 | 2007 | Triumph-Palace                               | 264,1 m | 54     | 2004      |
| 1953 | 2004 | Lomonossow-Universität                       | 240 m   | 36     | 1953      |
| 1952 | 1953 | Wohnhaus an der Kotelnitscheskaja-Uferstraße | 176 m   | 32     | 1952      |

## Höchste Gebäude im Bau und in Planung

### Im Bau
| Gebäude                        | Höhe    | Nutzung         | Etagen | Jahr | Bemerkungen                                            |
| ------------------------------ | ------- | --------------- | ------ | ---- | ------------------------------------------------------ |
| One Tower                      | 405 m   | Wohnungen, Büro | 108    | 2024 | Wird auf Fläche 1 von Moskau City errichtet            |
| Rathaus und Dumagebäude Moskau | 308,4 m |                 | 70     | 201? | neuer Sitz der Moskauer Regierung. Derzeit im Baustopp |
| 17-18 Plot of Moscow City      | 288 m   |                 | 65     | 2017 | Zwillingstürme                                         |
| Crocus City                    | 217 m   |                 | 45     | 2018 |                                                        |
| Capital Towers                 | 212 m   |                 | 44     | 2020 |                                                        |

### Im Baustopp
| Gebäude                | Höhe    | Nutzung                 | Etagen | bisher geplante Fertigstellung | Bemerkungen |
| ---------------------- | ------- | ----------------------- | ------ | ------------------------------ | --- |
| Russia Tower           | 360 m   | Büros, Wohnungen, Hotel | 90     | 2016                           | Nach ursprünglichen Planungen sollte der Bau 2012 mit 612 Metern fertiggestellt werden. Durch die Weltwirtschaftskrise wurde der Bau gestoppt. Neue Planungen versprachen einen 360 Meter hohen Turm. Der aber auch wieder verworfen wurde. |
| 15 Plot of Moscow City | 274,9 m | Büro                    | 50     | 2013                           | |